# Ambiance (композиция)
«Ambiance» (с англ. — «Атмосфера») — инструментальная композиция, сочинённая британо-американской пианисткой Мэриэн Макпартлэнд. Была написана после того, как она посетила концерт Херби Хэнкока во время своего турне в 1969 году. Впервые она была записана и выпущена в составе одноимённого студийного альбома 1970 года. Версия для альбома From This Moment On (1979) была номинирована на премию «Грэмми» как лучшая инструментальная композиция. Впоследствии Макпартлэнд несколько раз перезаписывала её для других своих альбомов и неоднократно исполняла на концертах.

## Отзывы критиков
Кен Драйден в обзоре для AllMusic написал: «В этой модальной пьесе постоянно повторяются вариации исходной темы, и она звучит как вопрос, на который никогда не будет полного ответа. Независимо от того, исполняет ли она эту пьесу в составе трио или соло на фортепиано, темп, стиль и интенсивность могут сильно различаться».

## Записи
- 1970 — Ambiance[3]
- 1979 — From This Moment On[4]
- 1995 — Marian McPartland’s Piano Jazz with Guest Jack DeJohnette[5]
- 1997 — Silent Pool[6]

## Кавер-версии
В 1974 году свою версию записали трубач Тед Джонс и барабанщик Мел Льюис для альбома Potpourri.